# Da Bomb (альбом)
Da Bomb — це другий студійний альбом хіп-хоп дуету Kris Kross, випущений через рік після їхнього першого альбому Totally Krossed Out. Група спробувала впровадити хардкорний/гангстерський звук, щоб підійти до нового стилю хіп-хопу. Альбом не був таким успішним, як Totally Krossed Out, оскільки багато фанатів не були вражені новим виглядом та стилем, а також використанням слова "nigga", і відгуки були різними. Рядок "I drop bombs like Hiroshima" з пісні "Da Bomb" був видалений з японського видання альбому, і обкладинка була повністю змінена. Альбом отримав платиновий статус в США. Було випущено три сингли: "Alright", "I'm Real" та "Da Bomb".

## Список композицій
1. "Intro" (Dupri, Jermaine) – 0:19
2. "Da Bomb" з участю Da Brat (Da Brat/Dupri, Jermaine) – 4:10
3. "Sound of My Hood" (Dupri, Jermaine) – 2:40
4. "It Don't Stop (Hip Hop Classic)" (Simmons, J./Dupri, Jermaine/McDaniels, Darryl "DMC"/Kelly, Chris) – 2:56
5. "D.J. Nabs Break" (Dupri, Jermaine/DJ Nabs) – 1:41
6. "Alright" з участю Super Cat (Dupri, Jermaine) - 4:03
7. "I'm Real" (Dupri, Jermaine) - 3:14
8. "2 da Beat Ch'Yall" (Dupri, Jermaine/Kelly, Chris) – 3:41
9. "Freak da Funk" (Dupri, Jermaine) – 2:59
10. "A Lot 2 Live 4" (Dupri, Jermaine) – 2:14
11. "Take Um Out" (Dupri, Jermaine) – 4:35
12. "Alright [Extended Remix] (Dupri, Jermaine) – 6:01

## Чарти

### Щотижневі чарти
| Чарт (1993)                                  | Найвище місце |
| -------------------------------------------- | ------------- |
| Канада Canada Top Albums/CDs (RPM)           | 47            |
| Німеччина German Albums (Offizielle Top 100) | 85            |
| США Billboard 200                            | 13            |
| США Top R&B/Hip-Hop Albums (Billboard)       | 2             |

### Чарти наприкінці року
| Чарт (1993)                        | Позиція |
| ---------------------------------- | ------- |
| Top R&B/Hip-Hop Albums (Billboard) | 48      |

## Сертифікації
| Регіон                                             | Сертифікація    | Продажі |
| -------------------------------------------------- | --------------- | ------- |
| Канада (Music Canada)                              | Золотий диск    | 0^      |
| США (RIAA)                                         | Платиновий диск | 0^      |
| ^відвантаження, що базуються лише на сертифікаціях |                 |         |

## Використані семпли
- "Da Bomb"
  - "The Look of Love" виконавця Isaac Hayes
  - "The Big Beat" виконавця Billy Squier
- "Alright"
  - "Just a Touch of Love" виконавця Slave
- "I'm Real"
  - "Ain't Nuthin' But a G Thang" виконавця Dr. Dre
  - "Mary Jane" виконавця Rick James
- "2 Da Beat Ch'yall"
  - "Funky Worm" виконавця Ohio Players
  - "The Freeze (Sizzaleenmean)" виконавця Parliament
  - "More Bounce to the Ounce" виконавця Zapp
- "Freak Da Funk"
  - "Free Your Mind and Your Ass Will Follow" виконавця Funkadelic
- "It Don't Stop (Hip Hop Classic)"
  - "Hihache" виконавця Lafayette Afro Rock Band
  - "The Big Beat" виконавця Billy Squier
- "Sound of My Hood"
  - "Give It Away" виконавця Red Hot Chili Peppers
  - "The Day The Niggaz Took Over" виконавця Dr. Dre
  - "Mister Magic" виконавця Grover Washington Jr.
- "Take Um Out"
  - "Kool Is Back" виконавця Funk, Inc.
  - "More Bounce to the Ounce" виконавця Zapp
- "A Lot 2 Live 4"
  - Діалог з серіалу A Different World